# Puhdys
Puhdys – niemiecka grupa rockowa, działająca w latach 1969–2016. Jeden z najbardziej znanych NRD-owskich zespołów rockowych.

## Historia
Zespół założony w 1969 roku w Oranienburgu (ówczesna NRD), chociaż muzycy grali razem w różnych składach jako Puhdys od 1965. Najbardziej popularni byli w NRD jednak dużą popularnością cieszyli się również w innych krajach bloku wschodniego m.in. w Polsce. Jako jeden z pierwszych zespołów z byłej NRD mogli koncertować w RFN.

## Skład zespołu
- Harry Jeske (ur. 6 października 1937, zm. 20 sierpnia 2020[1]) – gitara basowa (1969–1997)
- Gunther Wosylus (ur. 23 grudnia 1945) – perkusja (1969–1979)
- Dieter „Maschine” Birr (ur. w Koszalinie, 18 marca 1944) – gitara, wokal
- Dieter „Quaster” Hertrampf (ur. w Berlinie, 29 listopada 1944) – gitara, wokal
- Peter „Eingehängt” Meyer (ur. w Hohenmölsen, 5 stycznia 1940) – instrumenty klawiszowe, saksofon, chórki
- Klaus Scharfschwerdt (ur. 27 lutego 1954 w Berlinie Wschodnim; zm.10.06.2022 w Berlinie) – perkusja (od 1979)
- Peter „Bimbo” Rasym (ur. w Bitterfeld, 7 lipca 1953) – gitara basowa, chórki (od 1997)

Podczas koncertów (akustycznych) okazjonalnie grają również synowie dwóch członków zespołu Puhdys:
- Andy Birr (syn Dietera Birra, wokalisty) – instrumenty perkusyjne, gitara, członek zespołu Bell, Book and candle.
- Nick Scharfschwerdt (syn Klausa) – instrumenty perkusyjne, perkusja. Obecnie koncertuje głównie z Thomasem Andersem, byłym członkiem zespołu Modern Talking, w którym od października 2000 roku do końca występował również Nick; jeszcze wcześniej także Stamping Feet i Soul Attic (solowy projekt Nicka).

## Dyskografia

### Albumy
- 1974 – Die Puhdys (1)
- 1975 – Puhdys (2)
- 1976 – Sturmvogel
- 1977 – Rock’n’Roll Music – (standardy rock’n’rollowe lat 50.)
- 1977 – Die großen Erfolge
- 1978 – Perlenfischer
- 1979 – 10 wilde Jahre ... 1969 – 1978
- 1979 – Puhdys live
- 1980 – Heiß wie Schnee
- 1981 – Far From Home
- 1982 – Schattenreiter
- 1983 – Computerkarriere
- 1984 – Das Buch
- 1984 – Live in Sachsen
- 1986 – Ohne Schminke
- 1989 – Neue Helden
- 1989 – Jubiläumsalbum
- 1992 – Rock aus Deutschland Vol. 19: Puhdys
- 1992 – Wie ein Engel
- 1994 – Zeiten ändern sich
- 1994 – Raritäten
- 1996 – Die schönsten Balladen
- 1996 – Live: In flagranti
- 1997 – Frei wie die Geier
- 1999 – Wilder Frieden
- 1999 – 20 Hits aus dreißig Jahren
- 2000 – Was bleibt
- 2001 – Zufrieden?
- 2001 – Dezembertage
- 2003 – Undercover
- 2004 – Raritäten Volume 2
- 2004 – Alles hat seine Zeit
- 2005 – 36 Lieder aus 36 Jahren
- 2006 – Dezembernächte
- 2009 – Abenteuer
- 2009 – Akustisch – Die Hits
- 2012 – Es war schön

### Single
- 1971 – „Türen öffnen sich zur Stadt”
- 1973 – „Vorn ist das Licht”
- 1973 – „Geh zu ihr”
- 1973 – „Hell Raiser”
- 1974 – „Wie ein Pfeil”
- 1975 – „Sturmvogel”
- 1976 – „Alt wie ein Baum”
- 1977 – „Wenn Träume sterben”
- 1977 – „Wilde Jahre”
- 1978 – „Doch die Gitter schweigen”
- 1978 – „Ikarus II”
- 1979 – „Kein Paradies”
- 1979 – „Heiß wie Schnee”
- 1980 – „Bis ans Ende der Welt”
- 1981 – „He, John”
- 1981 – „Der Außenseiter”
- 1981 – „Schattenreiter”
- 1982 – „Hiroshima”
- 1982 – „Jahreszeiten”
- 1983 – „Sehnsucht”
- 1984 – „Ich will nicht vergessen’
- 1984 – „Rockerrente”
- 1985 – „Rock ’n’ Roll ist mein Begleiter”
- 1989 – „Frei wie der Wind”
- 1992 – „Wie ein Engel”
- 1994 – „Keine Ahnung”
- 1995 – „FC Hansa – Wir lieben dich total”
- 1998 – „Bye, bye … H’arryvederci”
- 1999 – „Alt wie ein Baum” ´99
- 1999 – „Hipp Hipp Hurra”
- 2000 – „Wut will nicht sterben”
- 2000 – „Speed Kings”
- 2001 – „Stars”
- 2001 – „Ich hab das Gefühl”